# Indie Campers
 (novembre 2020).
Indie Campers est une entreprise de location de camping-cars basée au Portugal et opère avec un parc de plus de 2000 véhicules, répartis dans plus de 39 sites à travers l'Europe,.

## Histoire
Indie Campers est fondée à Lisbonne en 2013 par un Portugais, Hugo Oliveira, qui a eu l'idée de l'entreprise à la suite d'un voyage en Australie, en 2012. L'entreprise est lancée aux côtés de son ami autrichien, Stefan Koeppl avec les conseils du programme Erasmus pour Jeunes Entrepreneurs, parrainé par l'Union européenne. En 2014, pour poursuivre une carrière d'investisseur en capital-risque, Stefan Koeppl vend sa participation chez Indie Campers, laissant Hugo Oliveria comme seul actionnaire de la société.
En 2015, Indie Campers réalise sa première levée de fonds (seed round), parrainé par Portugal Ventures à un montant de 40 000 euros. La participation est rachetée en 2017 par le fondateur et PDG Hugo Oliveria, pour 750 000 euros, après l'atteinte des objectifs d'internationalisation et de croissance de l'entreprise.
Entre 2015 et 2017, Indie Campers est passé de 3 à 80 employés, basé au Portugal avec plusieurs sites opérationnels en Europe, et a multiplié son chiffre d'affaires annuel par 4. En janvier 2018, l'entreprise annonce l'embauche de 150 nouveaux employés dans les domaines des opérations, du support client, du marketing et des finances.
En 2020, Indie Campers a reçu le titre d'entreprise portugaise à la croissance la plus rapide entre 2015 et 2018 selon la liste "FT1000 Europe's Fastest Growing Companies" publiée sur le Financial Times. Ce classement est basé sur le taux de croissance du chiffre d'affaires, entre 2015 et 2018. Avec une croissance totale de 2 878 % dans la plage de dates analysée, et une croissance annuelle moyenne de 210 %, Indie Campers est classé 37e dans le classement général.

## Modèle d'affaires
Indie Campers permet à ses clients de louer des camping-cars via un système d'enregistrement en ligne.
Cette société présente un modèle économique centré sur la relocalisation des camping-cars entre leurs bases opérationnelles, en fonction de la disponibilité de chaque type de véhicule et de la demande pour chaque emplacement. Cela signifie que l'entreprise minimise les coûts d'exploitation en offrant à ses clients la possibilité de réserver des allers simples entre les lieux qu'elle dessert.
Par la suite, Indie Campers a également commencé à créer un marché pour les propriétaires de camping-cars privés et les professionnels pour louer leurs propres véhicules grâce à leur plateforme et leurs ressources.
Les fourgons et vans aménagés sont, en général, de plus petite taille par rapport aux camping-cars traditionnels. Ils sont équipés de lits, de zones de stockage, d'une cuisinière avec évier, d'un petit réfrigérateur, d'une douche (intérieure, extérieure ou les deux selon le modèle), et d'un kit de nettoyage. Plusieurs services supplémentaires peuvent également être ajoutés tels que le réseau Wi-Fi, un kit de literie, des vélos, des planches de surf, une table et des chaises d'extérieur, ou même un transfert direct depuis et vers l'aéroport.
En octobre 2020, la société a annoncé le lancement d'un nouveau modèle d'abonnement permettant aux locataires de louer un camping-car ou un van aménagé à long terme à un prix fixe pendant un mois ou un an.

## Localisations desservies
Indie Campers est basée au cœur de Lisbonne et possède des dépôts dans tous les pays qu'elle dessert.